# Consulat général du Mali en France
Le consulat général du Mali en France est une représentation consulaire de la République du Mali en France. Il est situé 53, rue Hoche, à Bagnolet en Seine-Saint-Denis.  

## Le consulat
Son consul général a été à partir de janvier 2016 Abdoulaye Diané, mais à l'issue du Conseil des ministres du 28 décembre 2016, le décret portant nomination a été abrogé. Moussa Kenneye Kodio est l'actuel consul général. 
En juillet 2013, le consulat a accueilli des bureaux de vote à l'intention des expatriés maliens pour l'élection présidentielle de 2013. Le 28 juillet 2013, les quatre bureaux de vote de la région parisienne ont été in extremis tous déplacés au consulat, ce qui a créé une confusion pour les électeurs.